# Copa Libertadores da América de 2008
A Copa Libertadores da América de 2008 foi a 49.ª edição da Copa Libertadores, competição de futebol realizada todos os anos pela Confederação Sul-Americana de Futebol. Equipes das dez associações sul-americanas mais o México participaram do torneio. Neste ano, pela primeira vez, a competição teve a nomenclatura oficial de Copa Santander Libertadores da América. Isto porque o banco de origem espanhola Santander substituiu, depois de dez anos, a montadora de carros japonesa Toyota como patrocinadora oficial da competição.
A LDU Quito, do Equador sagrou-se campeã pela primeira vez na história do torneio, após superar o Fluminense, depois de empatar com o adversário em 5–5 no saldo de gols (considerada a maior igualdade em uma decisão do título da competição) e vencê-lo nos pênaltis por 3–1. Com isso, também participou da Copa do Mundo de Clubes da FIFA 2008, disputada em dezembro, no Japão, além de ter conquistado o primeiro título do futebol equatoriano na competição. Também participou da Recopa Sul-Americana de 2009 contra o campeão da Copa Sul-Americana de 2008. 

## Equipes classificadas
| País                                  | Equipe                 | Classificação                                                                     |
| ------------------------------------- | ---------------------- | --------------------------------------------------------------------------------- |
| Argentina · (5 vagas + atual campeão) | Boca Juniors           | Campeão da Libertadores 2007                                                      |
| Argentina · (5 vagas + atual campeão) | Estudiantes            | Campeão do Torneio Apertura 2006                                                  |
| Argentina · (5 vagas + atual campeão) | San Lorenzo            | Campeão do Torneio Clausura 2007                                                  |
| Argentina · (5 vagas + atual campeão) | River Plate            | Melhor pontuação na temporada 2006-07                                             |
| Argentina · (5 vagas + atual campeão) | Arsenal de Sarandí     | 2ª melhor pontuação na temporada 2006-07                                          |
| Argentina · (5 vagas + atual campeão) | Lanús                  | 3ª melhor pontuação na temporada 2006-07                                          |
| Bolívia · (3 vagas)                   | Real Potosí            | Campeão do Torneio Apertura 2007                                                  |
| Bolívia · (3 vagas)                   | San José               | Campeão do Torneio Clausura 2007                                                  |
| Bolívia · (3 vagas)                   | La Paz                 | Vencedor do jogo entre os vice-campeões do Apertura e do Clausura 2007            |
| Brasil · (5 vagas)                    | São Paulo              | Campeão do Campeonato Brasileiro de 2007                                          |
| Brasil · (5 vagas)                    | Fluminense             | Campeão da Copa do Brasil 2007                                                    |
| Brasil · (5 vagas)                    | Santos                 | Vice-campeão do Campeonato Brasileiro de 2007                                     |
| Brasil · (5 vagas)                    | Flamengo               | 3º colocado no Campeonato Brasileiro de 2007                                      |
| Brasil · (5 vagas)                    | Cruzeiro               | 5º colocado no Campeonato Brasileiro de 2007                                      |
| Chile · (3 vagas)                     | Colo-Colo              | Campeão dos torneios Apertura e Clausura 2007                                     |
| Chile · (3 vagas)                     | Universidad Católica   | Vice-campeão com melhor pontuação na temporada 2007                               |
| Chile · (3 vagas)                     | Audax Italiano         | Melhor pontuação na fase inicial do Clausura 2007                                 |
| Colômbia · (3 vagas)                  | Atlético Nacional      | Campeão dos torneios Apertura e Finalización e melhor pontuação na temporada 2007 |
| Colômbia · (3 vagas)                  | Cúcuta Deportivo       | 2ª melhor pontuação na temporada 2007                                             |
| Colômbia · (3 vagas)                  | Boyacá Chicó           | 3ª melhor pontuação na temporada 2007                                             |
| Equador · (3 vagas)                   | LDU Quito              | Campeão do Campeonato Equatoriano de 2007                                         |
| Equador · (3 vagas)                   | Deportivo Cuenca       | Vice-campeão do Campeonato Equatoriano de 2007                                    |
| Equador · (3 vagas)                   | Olmedo                 | 3º colocado no Campeonato Equatoriano de 2007                                     |
| Paraguai · (3 vagas)                  | Sportivo Luqueño       | Campeão do Torneio Apertura 2007                                                  |
| Paraguai · (3 vagas)                  | Libertad               | Campeão do Torneio Clausura 2007                                                  |
| Paraguai · (3 vagas)                  | Cerro Porteño          | Melhor pontuação na temporada 2007                                                |
| Peru · (3 vagas)                      | Universidad San Martín | Campeão do Torneio Apertura 2007                                                  |
| Peru · (3 vagas)                      | Coronel Bolognesi      | Campeão do Torneio Clausura 2007                                                  |
| Peru · (3 vagas)                      | Cienciano              | Melhor pontuação na temporada 2007                                                |
| Uruguai · (3 vagas)                   | Danubio                | Campeão do Campeonato Uruguaio de 2006/2007                                       |
| Uruguai · (3 vagas)                   | Nacional               | Campeão da Liguilla Pré-Libertadores 2007                                         |
| Uruguai · (3 vagas)                   | Montevideo Wanderers   | Vice-campeão da Liguilla Pré-Libertadores 2007                                    |
| Venezuela · (3 vagas)                 | Caracas                | Campeão do Campeonato Venezuelano 2006-07                                         |
| Venezuela · (3 vagas)                 | Unión Maracaibo        | Vice-campeão do Campeonato Venezuelano 2006-07                                    |
| Venezuela · (3 vagas)                 | Mineros de Guayana     | 3º colocado do Campeonato Venezuelano 2006-07                                     |
| México · (3 vagas)                    | Chivas Guadalajara     | Campeão do Torneio Apertura 2006                                                  |
| México · (3 vagas)                    | América                | Campeão da InterLiga 2008                                                         |
| México · (3 vagas)                    | Atlas                  | Vice-campeão da InterLiga 2008                                                    |

## Sorteio
O sorteio das chaves da primeira fase e os grupos da segunda realizou-se em 19 de dezembro de 2007 em Assunção, no Paraguai. Quatro equipes da Argentina (Estudiantes de La Plata, San Lorenzo, Boca Juniors e River Plate) e quatro equipes do Brasil (São Paulo, Fluminense, Santos e Flamengo) foram os cabeças-de-chave na composição dos grupos da segunda fase, enquanto que para os cruzamentos da primeira a CONMEBOL elaborou um ranking entre as equipes dos países mais bem colocados para evitar que se enfrentassem logo na primeira eliminatória.
O resultado do sorteio determinou os seguintes confrontos:
| Primeira fase | Primeira fase        | Primeira fase      |
| ------------- | -------------------- | ------------------ |
| Chave A       | Lanús                | Olmedo             |
| Chave B       | Cruzeiro             | Cerro Porteño      |
| Chave C       | Arsenal de Sarandí   | Mineros de Guayana |
| Chave D       | Atlas                | La Paz             |
| Chave E       | Montevideo Wanderers | Cienciano          |
| Chave F       | Boyacá Chicó         | Audax Italiano     |

| Segunda fase                                                    | Segunda fase                                          | Segunda fase                                                  | Segunda fase                                         |
| Grupo 1                                                         | Grupo 2                                               | Grupo 3                                                       | Grupo 4                                              |
| --------------------------------------------------------------- | ----------------------------------------------------- | ------------------------------------------------------------- | ---------------------------------------------------- |
| San Lorenzo Real Potosí Caracas Vencedor chave B                | Estudiantes Danubio Deportivo Cuenca Vencedor chave A | Boca Juniors Colo-Colo Unión Maracaibo Vencedor chave D       | Flamengo Nacional Coronel Bolognesi Vencedor chave E |
| Grupo 5                                                         | Grupo 6                                               | Grupo 7                                                       | Grupo 8                                              |
| River Plate Universidad Católica Universidad San Martín América | Santos San José Cúcuta Deportivo Chivas Guadalajara   | São Paulo Sportivo Luqueño Atlético Nacional Vencedor chave F | Fluminense Libertad LDU Quito Vencedor chave C       |

## Primeira fase
Esta fase foi disputada entre 29 de janeiro e 12 de fevereiro. Doze equipes iniciaram dessa fase onde seis se classificaram a fase seguinte. Em caso de igualdade em pontos, o primeiro critério de desempate seria o gol marcado fora de casa. Equipe 1 realizou a partida de ida em casa.
| Chave | Equipe 1           | Total    | Equipe 2             | Ida | Volta |
| ----- | ------------------ | -------- | -------------------- | --- | ----- |
| 1     | Olmedo             | 1–3      | Lanús                | 1–0 | 0–3   |
| 2     | Cruzeiro           | 6–3      | Cerro Porteño        | 3–1 | 3–2   |
| 3     | Arsenal de Sarandí | 3–2      | Mineros de Guayana   | 2–0 | 1–2   |
| 4     | Atlas              | 2–1      | La Paz               | 2–0 | 0–1   |
| 5     | Cienciano          | 1–0      | Montevideo Wanderers | 1–0 | 0–0   |
| 6     | Boyacá Chicó       | 4–4 (gf) | Audax Italiano       | 4–3 | 0–1   |

## Segunda fase
As partidas da segunda fase foram disputadas entre 12 de fevereiro e 24 de abril. As duas melhores equipes de cada grupo avançaram para a fase final, totalizando 16 classificados.

### Grupo 1
| Equipe      | Pts | J | V | E | D | GP | GC | SG |
| ----------- | --- | - | - | - | - | -- | -- | -- |
| Cruzeiro    | 11  | 6 | 3 | 2 | 1 | 11 | 7  | +4 |
| San Lorenzo | 10  | 6 | 3 | 1 | 2 | 8  | 7  | +1 |
| Caracas     | 7   | 6 | 2 | 1 | 3 | 6  | 11 | -5 |
| Real Potosí | 6   | 6 | 2 | 0 | 4 | 11 | 11 | 0  |

|             | SLO | RPO | CAR | CRU |
| ----------- | --- | --- | --- | --- |
| San Lorenzo | –   | 3–0 | 1–0 | 0–0 |
| Real Potosí | 2–3 | –   | 3–1 | 5–1 |
| Caracas     | 2–0 | 2–1 | –   | 1–1 |
| Cruzeiro    | 3–1 | 3–0 | 3–0 | –   |

### Grupo 2
| Equipe           | Pts | J | V | E | D | GP | GC | SG |
| ---------------- | --- | - | - | - | - | -- | -- | -- |
| Estudiantes      | 11  | 6 | 3 | 2 | 1 | 9  | 5  | +4 |
| Lanús            | 10  | 6 | 2 | 4 | 0 | 9  | 6  | +3 |
| Deportivo Cuenca | 6   | 6 | 1 | 3 | 2 | 2  | 5  | -3 |
| Danubio          | 4   | 6 | 1 | 1 | 4 | 5  | 9  | -4 |

|                  | EST | DAN | CUE | LAN |
| ---------------- | --- | --- | --- | --- |
| Estudiantes      | –   | 2–0 | 2–0 | 0–0 |
| Danubio          | 1–2 | –   | 2–0 | 1–2 |
| Deportivo Cuenca | 1–0 | 0–0 | –   | 1–1 |
| Lanús            | 3–3 | 3–1 | 0–0 | –   |

### Grupo 3
| Equipe          | Pts | J | V | E | D | GP | GC | SG  |
| --------------- | --- | - | - | - | - | -- | -- | --- |
| Atlas           | 11  | 6 | 3 | 2 | 1 | 11 | 6  | +5  |
| Boca Juniors    | 10  | 6 | 3 | 1 | 2 | 12 | 9  | +3  |
| Colo-Colo       | 10  | 6 | 3 | 1 | 2 | 11 | 9  | +2  |
| Unión Maracaibo | 2   | 6 | 0 | 2 | 4 | 3  | 13 | -10 |

|                 | BOC | COL | UAM | ATL |
| --------------- | --- | --- | --- | --- |
| Boca Juniors    | –   | 4–3 | 3–0 | 3–0 |
| Colo-Colo       | 2–0 | –   | 2–0 | 1–1 |
| Unión Maracaibo | 1–1 | 1–3 | –   | 1–1 |
| Atlas           | 3–1 | 3–0 | 3–0 | –   |

### Grupo 4
| Equipe            | Pts | J | V | E | D | GP | GC | SG |
| ----------------- | --- | - | - | - | - | -- | -- | -- |
| Flamengo          | 13  | 6 | 4 | 1 | 1 | 9  | 4  | +5 |
| Nacional          | 12  | 6 | 4 | 0 | 2 | 9  | 5  | +4 |
| Cienciano         | 7   | 6 | 2 | 1 | 3 | 5  | 9  | -4 |
| Coronel Bolognesi | 2   | 6 | 0 | 2 | 4 | 0  | 5  | -5 |

|                   | FLA | CNF | CBO | CIE |
| ----------------- | --- | --- | --- | --- |
| Flamengo          | –   | 2–0 | 2–0 | 2–1 |
| Nacional          | 3–0 | –   | 1–0 | 3–1 |
| Coronel Bolognesi | 0–0 | 0–1 | –   | 0–0 |
| Cienciano         | 0–3 | 2–1 | 1–0 | –   |

### Grupo 5
| Equipe                 | Pts | J | V | E | D | GP | GC | SG |
| ---------------------- | --- | - | - | - | - | -- | -- | -- |
| River Plate            | 12  | 6 | 4 | 0 | 2 | 14 | 8  | +6 |
| América                | 9   | 6 | 3 | 0 | 3 | 10 | 10 | 0  |
| Universidad Católica   | 9   | 6 | 3 | 0 | 3 | 6  | 6  | 0  |
| Universidad San Martín | 6   | 6 | 2 | 0 | 4 | 4  | 10 | -6 |

|                        | RIV | UCA | USM | AME |
| ---------------------- | --- | --- | --- | --- |
| River Plate            | –   | 2–0 | 5–0 | 2–1 |
| Universidad Católica   | 1–2 | –   | 1–0 | 2–0 |
| Universidad San Martín | 2–0 | 0–1 | –   | 1–0 |
| América                | 4–3 | 2–1 | 3–1 | –   |

### Grupo 6
| Equipe             | Pts | J | V | E | D | GP | GC | SG  |
| ------------------ | --- | - | - | - | - | -- | -- | --- |
| Cúcuta Deportivo   | 11  | 6 | 3 | 2 | 1 | 7  | 4  | +3  |
| Santos             | 10  | 6 | 3 | 1 | 2 | 13 | 6  | +7  |
| Chivas Guadalajara | 9   | 6 | 3 | 0 | 3 | 8  | 5  | +3  |
| San José           | 4   | 6 | 1 | 1 | 4 | 4  | 17 | -13 |

|                    | SAN | SJO | CUC | GDL |
| ------------------ | --- | --- | --- | --- |
| Santos             | –   | 7–0 | 2–1 | 1–0 |
| San José           | 2–1 | –   | 2–4 | 0–3 |
| Cúcuta Deportivo   | 0–0 | 0–0 | –   | 1–0 |
| Chivas Guadalajara | 3–2 | 2–0 | 0–1 | –   |

### Grupo 7
| Equipe            | Pts | J | V | E | D | GP | GC | SG |
| ----------------- | --- | - | - | - | - | -- | -- | -- |
| São Paulo         | 11  | 6 | 3 | 2 | 1 | 6  | 4  | +2 |
| Atlético Nacional | 8   | 6 | 2 | 2 | 2 | 8  | 5  | +3 |
| Sportivo Luqueño  | 7   | 6 | 2 | 1 | 3 | 8  | 10 | -2 |
| Audax Italiano    | 7   | 6 | 2 | 1 | 3 | 6  | 9  | -3 |

|                   | SPA | LUQ | ATN | AUD |
| ----------------- | --- | --- | --- | --- |
| São Paulo         | –   | 1–0 | 1–0 | 2–1 |
| Sportivo Luqueño  | 1–1 | –   | 1–3 | 4–1 |
| Atlético Nacional | 1–1 | 3–0 | –   | 1–1 |
| Audax Italiano    | 1–0 | 1–2 | 1–0 | –   |

### Grupo 8
| Equipe             | Pts | J | V | E | D | GP | GC | SG |
| ------------------ | --- | - | - | - | - | -- | -- | -- |
| Fluminense         | 13  | 6 | 4 | 1 | 1 | 11 | 3  | +8 |
| LDU Quito          | 10  | 6 | 3 | 1 | 2 | 10 | 5  | +5 |
| Arsenal de Sarandí | 9   | 6 | 3 | 0 | 3 | 6  | 14 | -8 |
| Libertad           | 3   | 6 | 1 | 0 | 5 | 5  | 10 | -5 |

|                    | FLU | LIB | LDU | ARS |
| ------------------ | --- | --- | --- | --- |
| Fluminense         | –   | 2–0 | 1–0 | 6–0 |
| Libertad           | 1–2 | –   | 3–1 | 1–2 |
| LDU Quito          | 0–0 | 2–0 | –   | 6–1 |
| Arsenal de Sarandí | 2–0 | 1–0 | 0–1 | –   |

## Classificação para a fase final
Para a determinação das chaves da fase de oitavas de final em diante, as equipes foram divididas entre os primeiros colocados e os segundos colocados na fase de grupos, definindo os cruzamentos da seguinte forma: 1º vs. 16º, 2º vs. 15º, 3º vs. 14º, 4º vs. 13º, 5º vs. 12º, 6º vs. 11º, 7º vs. 10º e 8º vs. 9º, sendo de 1º a 8º os primeiros de cada grupo e de 9º a 16º os segundos.
Esta classificação também servirá para determinar em todas as fases seguintes qual time terá a vantagem de jogar a partida de volta em casa, sendo sempre o time de melhor colocação a ter este direito.
Caso duas equipes de um mesmo país se classifiquem para a fase semifinal, elas obrigatoriamente terão que se enfrentar, mesmo que o emparceiramento não aponte para isso. Se na decisão, uma das equipes for do México, a primeira partida da final será obrigatoriamente em território mexicano.
Tabela de classificação
| Pos. | Primeiros dos grupos | Pts | J | V | E | D | GP | GC | SG |
| ---- | -------------------- | --- | - | - | - | - | -- | -- | -- |
| 1    | Fluminense           | 13  | 6 | 4 | 1 | 1 | 11 | 3  | +8 |
| 2    | Flamengo             | 13  | 6 | 4 | 1 | 1 | 9  | 4  | +5 |
| 3    | River Plate          | 12  | 6 | 4 | 0 | 2 | 14 | 8  | +6 |
| 4    | Atlas                | 11  | 6 | 3 | 2 | 1 | 11 | 6  | +5 |
| 5    | Cruzeiro             | 11  | 6 | 3 | 2 | 1 | 11 | 7  | +4 |
| 6    | Estudiantes          | 11  | 6 | 3 | 2 | 1 | 9  | 5  | +4 |
| 7    | Cúcuta Deportivo     | 11  | 6 | 3 | 2 | 1 | 7  | 4  | +3 |
| 8    | São Paulo            | 11  | 6 | 3 | 2 | 1 | 6  | 4  | +2 |

| Pos. | Segundos dos grupos | Pts | J | V | E | D | GP | GC | SG |
| ---- | ------------------- | --- | - | - | - | - | -- | -- | -- |
| 9    | Nacional            | 12  | 6 | 4 | 0 | 2 | 9  | 5  | +4 |
| 10   | Santos              | 10  | 6 | 3 | 1 | 2 | 13 | 6  | +7 |
| 11   | LDU Quito           | 10  | 6 | 3 | 1 | 2 | 10 | 5  | +5 |
| 12   | Boca Juniors        | 10  | 6 | 3 | 1 | 2 | 12 | 9  | +3 |
| 13   | Lanús               | 10  | 6 | 2 | 4 | 0 | 9  | 6  | +3 |
| 14   | San Lorenzo         | 10  | 6 | 3 | 1 | 2 | 8  | 7  | +1 |
| 15   | América             | 9   | 6 | 3 | 0 | 3 | 10 | 10 | 0  |
| 16   | Atlético Nacional   | 8   | 6 | 2 | 2 | 2 | 8  | 5  | +3 |

## Fase final
Em itálico, os times que possuem o mando de campo no primeiro jogo do confronto e em negrito os times classificados.
|  | Oitavas de final        | Oitavas de final        | Oitavas de final        | Oitavas de final        |       |              | Quartas de final | Quartas de final | Quartas de final | Quartas de final |  |              | Semifinais              | Semifinais              | Semifinais              | Semifinais              |                 |   | Final                    | Final                    | Final                    | Final                    |
|  | 29 de abril a 8 de maio | 29 de abril a 8 de maio | 29 de abril a 8 de maio | 29 de abril a 8 de maio |       |              | 14 a 22 de maio  | 14 a 22 de maio  | 14 a 22 de maio  | 14 a 22 de maio  |  |              | 27 de maio a 4 de junho | 27 de maio a 4 de junho | 27 de maio a 4 de junho | 27 de maio a 4 de junho |                 |   | 25 de junho e 2 de julho | 25 de junho e 2 de julho | 25 de junho e 2 de julho | 25 de junho e 2 de julho |
|  |                         |                         |                         |                         |       |              |                  |                  |                  |                  |  |              |                         |                         |                         |                         |                 |   |                          |                          |                          |                          |
|  | América                 | 2                       | 3                       | 5                       |       |              |                  |                  |                  |                  |  |              |                         |                         |                         |                         |                 |   |                          |                          |                          |                          |
|  | Flamengo                | 4                       | 0                       | 4                       |       |              |                  |                  |                  |                  |  |              |                         |                         |                         |                         |                 |   |                          |                          |                          |                          |
|  | Flamengo                | 4                       | 0                       | 4                       |       | América      | 2                | 0                | 2                |                  |  |              |                         |                         |                         |                         |                 |   |                          |                          |                          |                          |
|  |                         |                         |                         |                         |       | América      | 2                | 0                | 2                |                  |  |              |                         |                         |                         |                         |                 |   |                          |                          |                          |                          |
|  |                         | Santos                  | 0                       | 1                       | 1     |              |                  |                  |                  |                  |  |              |                         |                         |                         |                         |                 |   |                          |                          |                          |                          |
|  | Santos                  | Santos                  | 0                       | 1                       | 1     | 2            | 2                | 4                |                  |                  |  |              |                         |                         |                         |                         |                 |   |                          |                          |                          |                          |
|  | Santos                  |                         |                         |                         |       | 2            | 2                | 4                |                  |                  |  |              |                         |                         |                         |                         |                 |   |                          |                          |                          |                          |
|  | Cúcuta Deportivo        | 0                       | 0                       | 0                       |       |              |                  |                  |                  |                  |  |              |                         |                         |                         |                         |                 |   |                          |                          |                          |                          |
|  | Cúcuta Deportivo        | 0                       | 0                       | 0                       |       |              |                  |                  |                  |                  |  | América      | 1                       | 0                       | 1                       |                         |                 |   |                          |                          |                          |                          |
|  |                         |                         |                         |                         |       |              |                  |                  |                  |                  |  | América      | 1                       | 0                       | 1                       |                         |                 |   |                          |                          |                          |                          |
|  |                         | LDU Quito (gf)          | 1                       | 0                       | 1     |              |                  |                  |                  |                  |  |              |                         |                         |                         |                         |                 |   |                          |                          |                          |                          |
|  | San Lorenzo             | LDU Quito (gf)          | 1                       | 0                       | 1     | 2            | 2                | 4                |                  |                  |  |              |                         |                         |                         |                         |                 |   |                          |                          |                          |                          |
|  | San Lorenzo             |                         |                         |                         |       | 2            | 2                | 4                |                  |                  |  |              |                         |                         |                         |                         |                 |   |                          |                          |                          |                          |
|  | River Plate             | 1                       | 2                       | 3                       |       |              |                  |                  |                  |                  |  |              |                         |                         |                         |                         |                 |   |                          |                          |                          |                          |
|  | River Plate             | 1                       | 2                       | 3                       |       | San Lorenzo  | 1                | 1                | 2 (3)            |                  |  |              |                         |                         |                         |                         |                 |   |                          |                          |                          |                          |
|  |                         |                         |                         |                         |       | San Lorenzo  | 1                | 1                | 2 (3)            |                  |  |              |                         |                         |                         |                         |                 |   |                          |                          |                          |                          |
|  |                         | LDU Quito (pen)         | 1                       | 1                       | 2 (5) |              |                  |                  |                  |                  |  |              |                         |                         |                         |                         |                 |   |                          |                          |                          |                          |
|  | LDU Quito               | LDU Quito (pen)         | 1                       | 1                       | 2 (5) | 2            | 1                | 3                |                  |                  |  |              |                         |                         |                         |                         |                 |   |                          |                          |                          |                          |
|  | LDU Quito               |                         |                         |                         |       | 2            | 1                | 3                |                  |                  |  |              |                         |                         |                         |                         |                 |   |                          |                          |                          |                          |
|  | Estudiantes             | 0                       | 2                       | 2                       |       |              |                  |                  |                  |                  |  |              |                         |                         |                         |                         |                 |   |                          |                          |                          |                          |
|  | Estudiantes             | 0                       | 2                       | 2                       |       |              |                  |                  |                  |                  |  |              |                         |                         |                         |                         | LDU Quito (pen) | 4 | 1                        | 5 (3)                    |                          |                          |
|  |                         |                         |                         |                         |       |              |                  |                  |                  |                  |  |              |                         |                         |                         |                         |                 | 4 | 1                        | 5 (3)                    |                          |                          |
|  |                         | Fluminense              | 2                       | 3                       | 5 (1) |              |                  |                  |                  |                  |  |              |                         |                         |                         |                         |                 |   |                          |                          |                          |                          |
|  | Boca Juniors            | Fluminense              | 2                       | 3                       | 5 (1) | 2            | 2                | 4                |                  |                  |  |              |                         |                         |                         |                         |                 |   |                          |                          |                          |                          |
|  | Boca Juniors            |                         |                         |                         |       | 2            | 2                | 4                |                  |                  |  |              |                         |                         |                         |                         |                 |   |                          |                          |                          |                          |
|  | Cruzeiro                | 1                       | 1                       | 2                       |       |              |                  |                  |                  |                  |  |              |                         |                         |                         |                         |                 |   |                          |                          |                          |                          |
|  | Cruzeiro                | 1                       | 1                       | 2                       |       | Boca Juniors | 2                | 3                | 5                |                  |  |              |                         |                         |                         |                         |                 |   |                          |                          |                          |                          |
|  |                         |                         |                         |                         |       | Boca Juniors | 2                | 3                | 5                |                  |  |              |                         |                         |                         |                         |                 |   |                          |                          |                          |                          |
|  |                         | Atlas                   | 2                       | 0                       | 2     |              |                  |                  |                  |                  |  |              |                         |                         |                         |                         |                 |   |                          |                          |                          |                          |
|  | Lanús                   | Atlas                   | 2                       | 0                       | 2     | 0            | 2                | 2                |                  |                  |  |              |                         |                         |                         |                         |                 |   |                          |                          |                          |                          |
|  | Lanús                   |                         |                         |                         |       | 0            | 2                | 2                |                  |                  |  |              |                         |                         |                         |                         |                 |   |                          |                          |                          |                          |
|  | Atlas                   | 1                       | 2                       | 3                       |       |              |                  |                  |                  |                  |  |              |                         |                         |                         |                         |                 |   |                          |                          |                          |                          |
|  | Atlas                   | 1                       | 2                       | 3                       |       |              |                  |                  |                  |                  |  | Boca Juniors | 2                       | 1                       | 3                       |                         |                 |   |                          |                          |                          |                          |
|  |                         |                         |                         |                         |       |              |                  |                  |                  |                  |  | Boca Juniors | 2                       | 1                       | 3                       |                         |                 |   |                          |                          |                          |                          |
|  |                         | Fluminense              | 2                       | 3                       | 5     |              |                  |                  |                  |                  |  |              |                         |                         |                         |                         |                 |   |                          |                          |                          |                          |
|  | Nacional                | Fluminense              | 2                       | 3                       | 5     | 0            | 0                | 0                |                  |                  |  |              |                         |                         |                         |                         |                 |   |                          |                          |                          |                          |
|  | Nacional                |                         |                         |                         |       | 0            | 0                | 0                |                  |                  |  |              |                         |                         |                         |                         |                 |   |                          |                          |                          |                          |
|  | São Paulo               | 0                       | 2                       | 2                       |       |              |                  |                  |                  |                  |  |              |                         |                         |                         |                         |                 |   |                          |                          |                          |                          |
|  | São Paulo               | 0                       | 2                       | 2                       |       | São Paulo    | 1                | 1                | 2                |                  |  |              |                         |                         |                         |                         |                 |   |                          |                          |                          |                          |
|  |                         |                         |                         |                         |       | São Paulo    | 1                | 1                | 2                |                  |  |              |                         |                         |                         |                         |                 |   |                          |                          |                          |                          |
|  |                         | Fluminense              | 0                       | 3                       | 3     |              |                  |                  |                  |                  |  |              |                         |                         |                         |                         |                 |   |                          |                          |                          |                          |
|  | Atlético Nacional       | Fluminense              | 0                       | 3                       | 3     | 1            | 0                | 1                |                  |                  |  |              |                         |                         |                         |                         |                 |   |                          |                          |                          |                          |
|  | Atlético Nacional       |                         |                         |                         |       | 1            | 0                | 1                |                  |                  |  |              |                         |                         |                         |                         |                 |   |                          |                          |                          |                          |
|  | Fluminense              | 2                       | 1                       | 3                       |       |              |                  |                  |                  |                  |  |              |                         |                         |                         |                         |                 |   |                          |                          |                          |                          |

### Final
Jogo de ida
| 25 de junho   | LDU Quito                                          | 4 – 2     | Fluminense                   | Estádio Casa Blanca, Quito                  |
| 19:50 (UTC−5) | Bieler 2' · Guerrón 29' · Campos 34' · Urrutia 45' | Relatório | Conca 12' · Thiago Neves 52' | Público: 45 000 Árbitro: CHI Carlos Chandía |

| LDU | Fluminense |

Jogo de volta
| 2 de julho    | Fluminense                 | 3 – 1 (pro) | LDU Quito  | Estádio do Maracanã, Rio de Janeiro          |
| 21:50 (UTC−3) | Thiago Neves 12', 28', 58' | Relatório   | Bolanõs 6' | Público: 78 918 Árbitro: ARG Héctor Baldassi |

|                                      |     | Penalidades                  |  |
| Conca Thiago Neves Cícero Washington | 1–3 | Urrutia Campos Salas Guerrón |  |

| Fluminense | LDU |

## Premiação
| Copa Libertadores da América de 2008 |
| ------------------------------------ |
| LDU Campeã (1º título)               |

### Hat-tricks
| Jogador         | Clube            | Adversário             | Placar  | Data        | Ref.  |
| --------------- | ---------------- | ---------------------- | ------- | ----------- | ----- |
| Matías Urbano   | Cúcuta Deportivo | San José               | 4–2 (F) | 8 de abril  | [ 5 ] |
| Sebastián Abreu | River Plate      | Universidad San Martín | 5–0 (C) | 17 de abril | [ 6 ] |
| Martín Palermo  | Boca Juniors     | Atlas                  | 3–0 (F) | 21 de maio  | [ 7 ] |
| Thiago Neves    | Fluminense       | LDU Quito              | 3–1 (C) | 2 de julho  | [ 2 ] |

### Poker-trick
| Jogador         | Clube  | Adversário | Placar  | Data       | Ref.  |
| --------------- | ------ | ---------- | ------- | ---------- | ----- |
| Mauricio Molina | Santos | San José   | 7–0 (C) | 8 de abril | [ 8 ] |